# SSBP3
Протеин 3 везивања једноланчани ДНК је протеин који је код људи кодиран SSBP3 геном.